# 浅畑川
浅畑川（あさばたがわ）は、静岡県静岡市葵区を流れる二級河川である。
巴川の二級河川の支流としては、左岸で最も上流に位置する。

## 概要
静岡市沼上最終処分場（葵区北沼上）に隣接する雨水調整池を主たる水源とするが、二級河川としての管理起点は葵区上土新田字沼上坪564番地先（地図上では葵区諏訪）の落差工となる。
葵区薬師・諏訪・野丈の各地区を南に向かって流下する間、左岸に麻機遊水地第5工区、右岸に同第3工区が整備されつつある。地図上では直線的な河道を成すが、木と石を使って敢えて平面的に蛇行させたり、置石によって縦断面にも変化を持たせる工事が行われ、自然環境が色濃く残されている。
浅畑川と越流堤を介して接続する麻機遊水地第3工区は、0.8km²の集水区域から集めた約83万m³の水を貯留できる大規模なもので、これまでも洪水時に浅畑川から一時的に流水を引き込み、下流部の流量を軽減して氾濫防止機能を発揮している。また同工区約55haのうち約52haは、冠水頻度の低い「浅畑緑地」とすべく、静岡市の自然再生緑地整備事業の一環として整備中であり、第一工区内の「あさはた緑地」と共に自然と触れ合える憩いの場になっている。

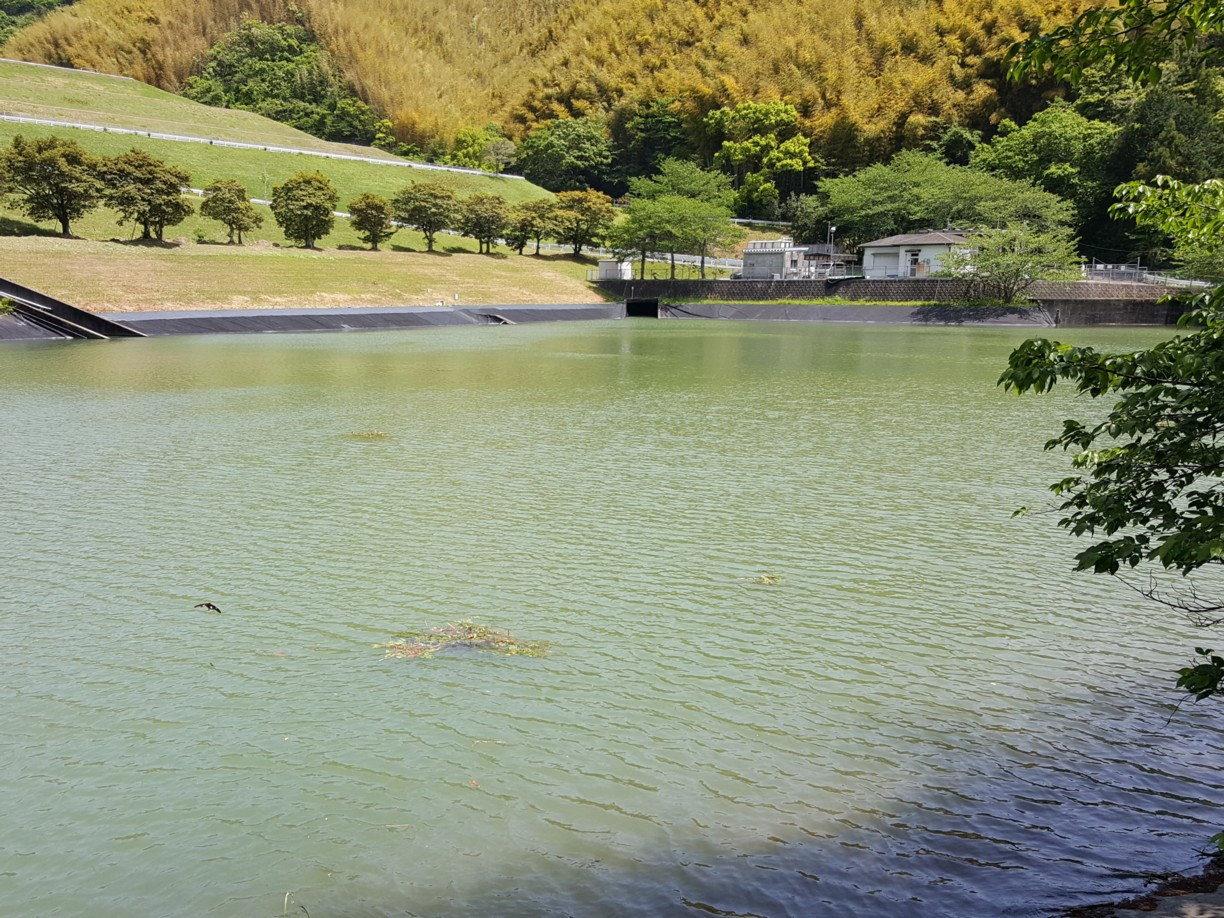
静岡市沼上最終処分場に隣接する雨水調整池（全景）
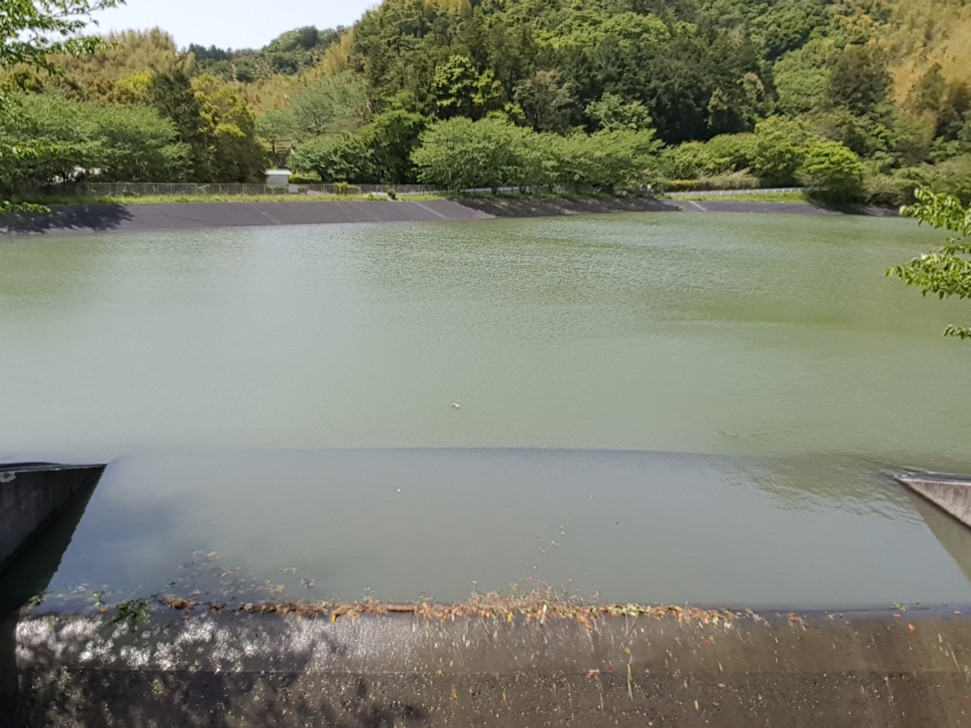
静岡市沼上最終処分場に隣接する雨水調整池（越流部）
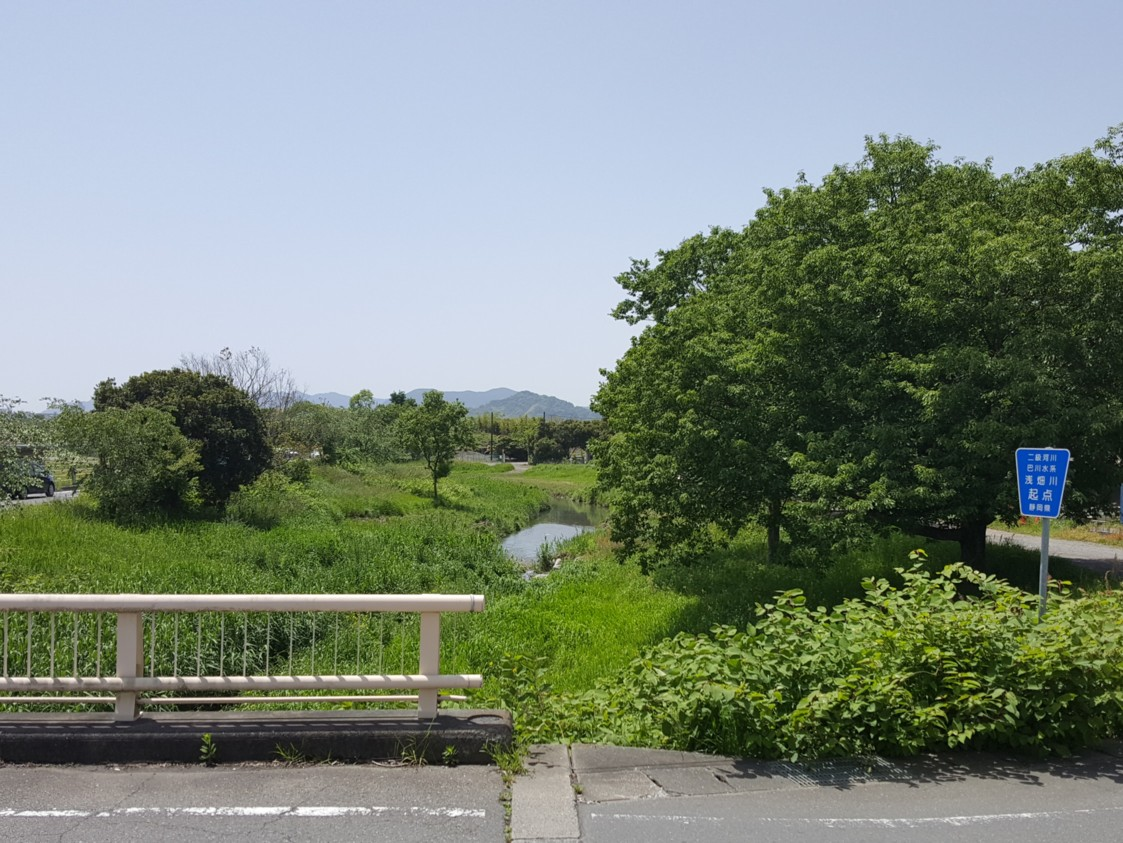
浅畑川 二級河川としての管理起点
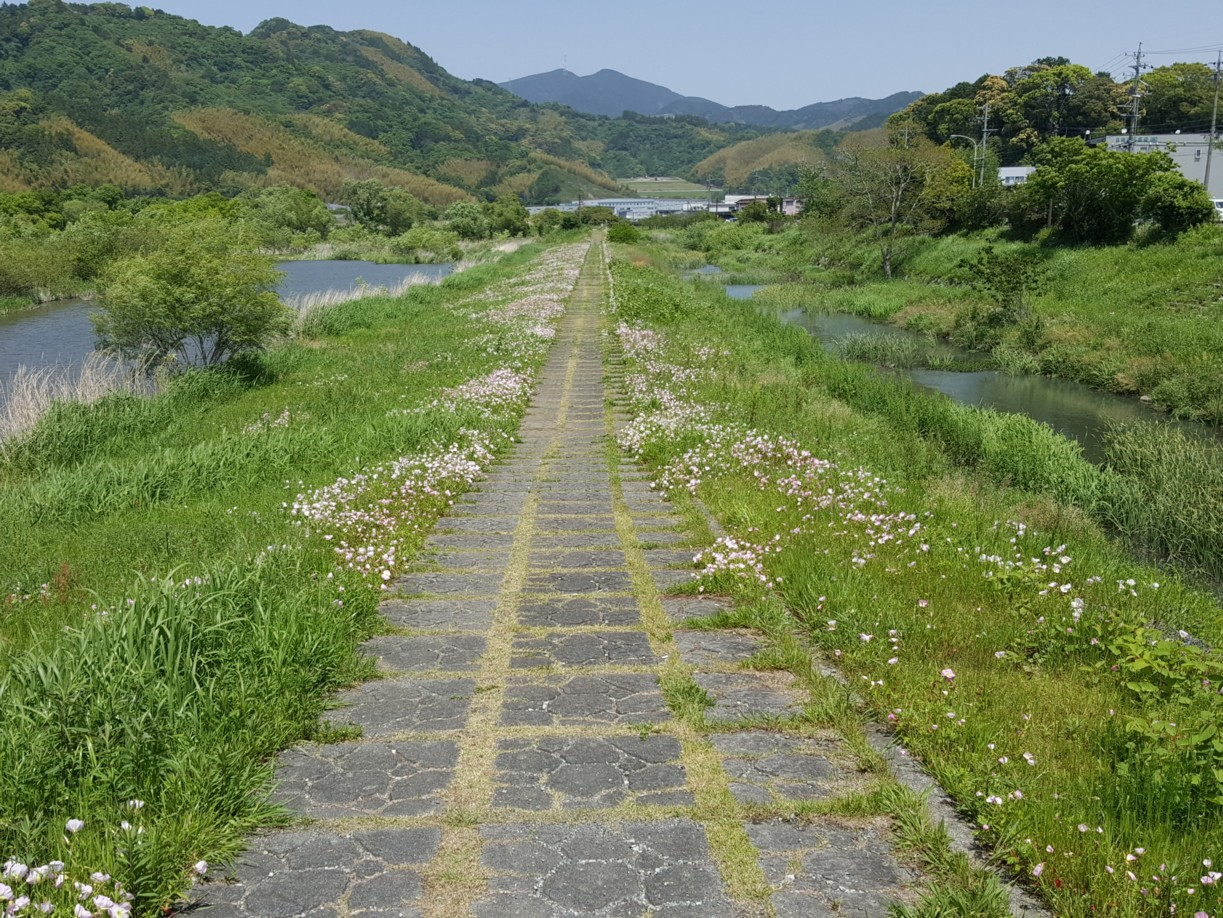
越流堤を介して接続する浅畑川（右側）と麻機遊水地第3工区（左側）
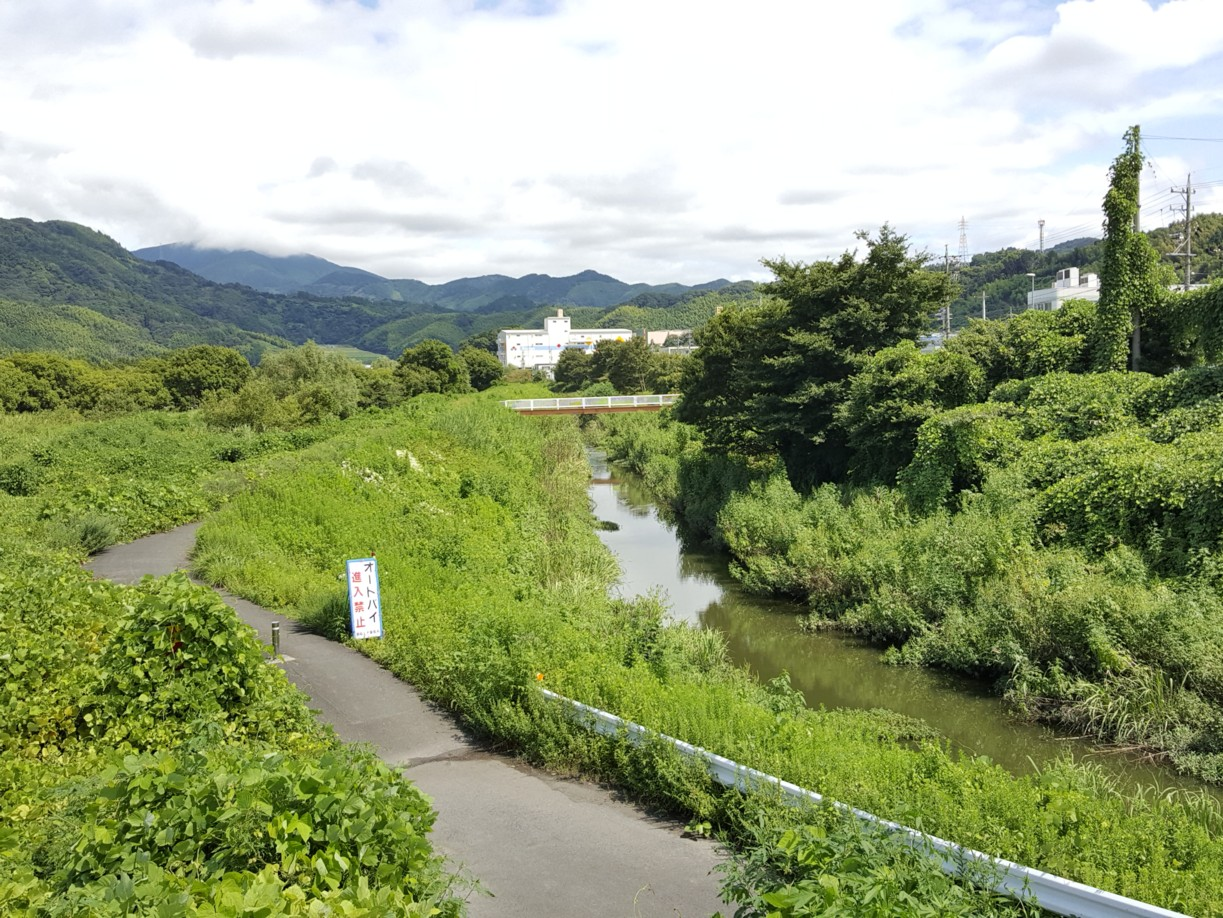
浅畑川下流（巴川との合流点付近）
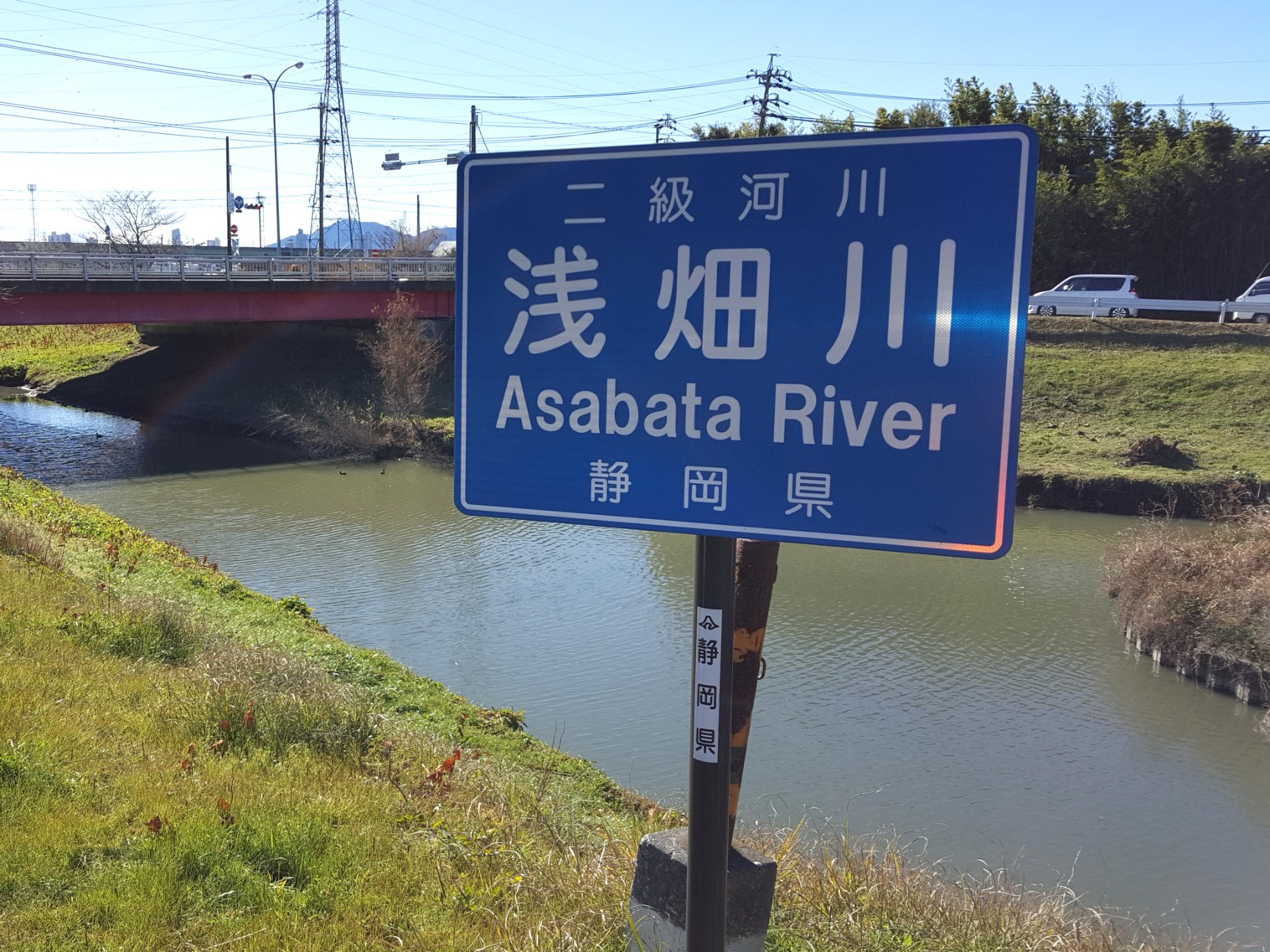
浅畑川と巴川の合流点
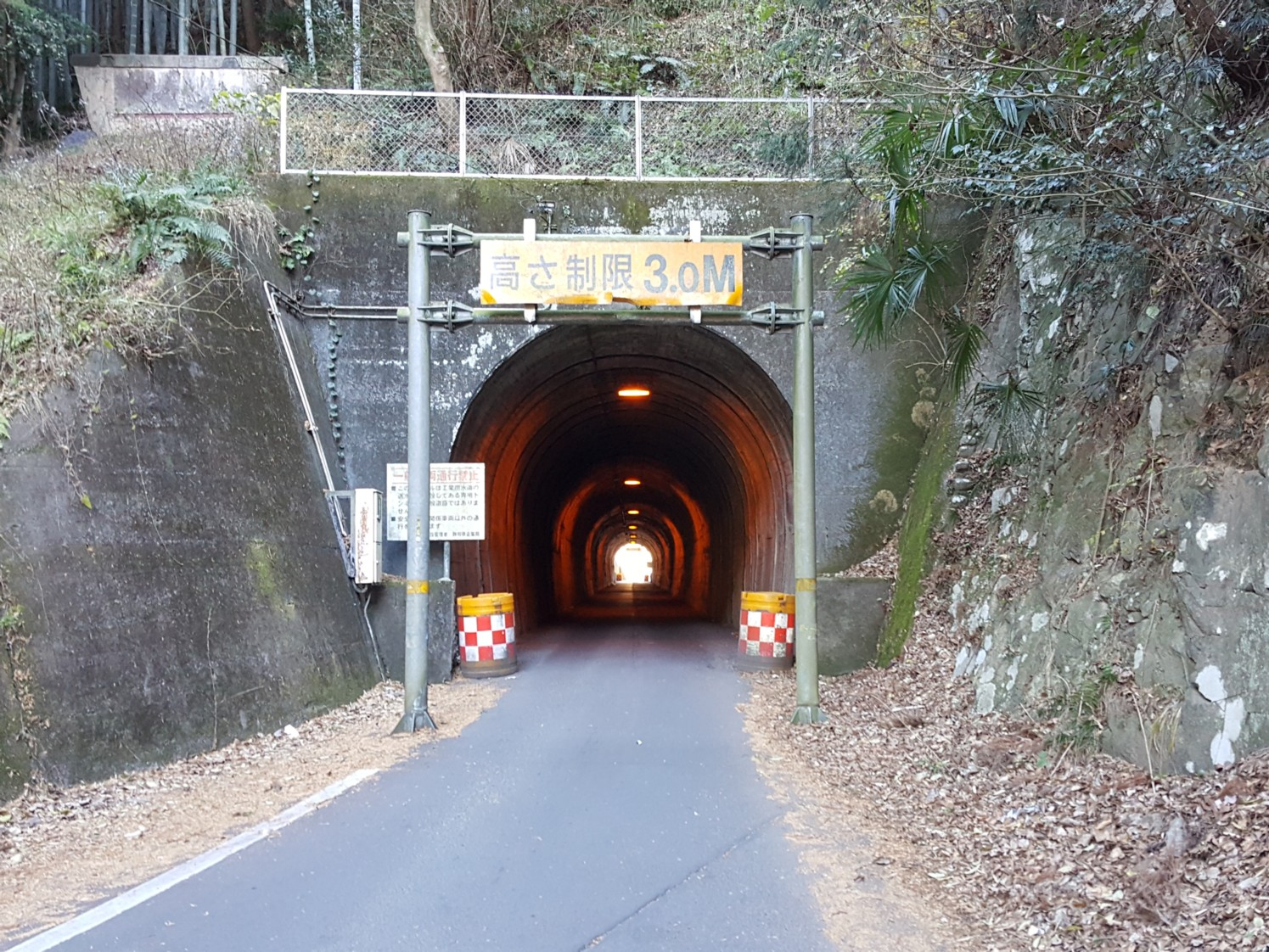
上坂隧道 西側入口
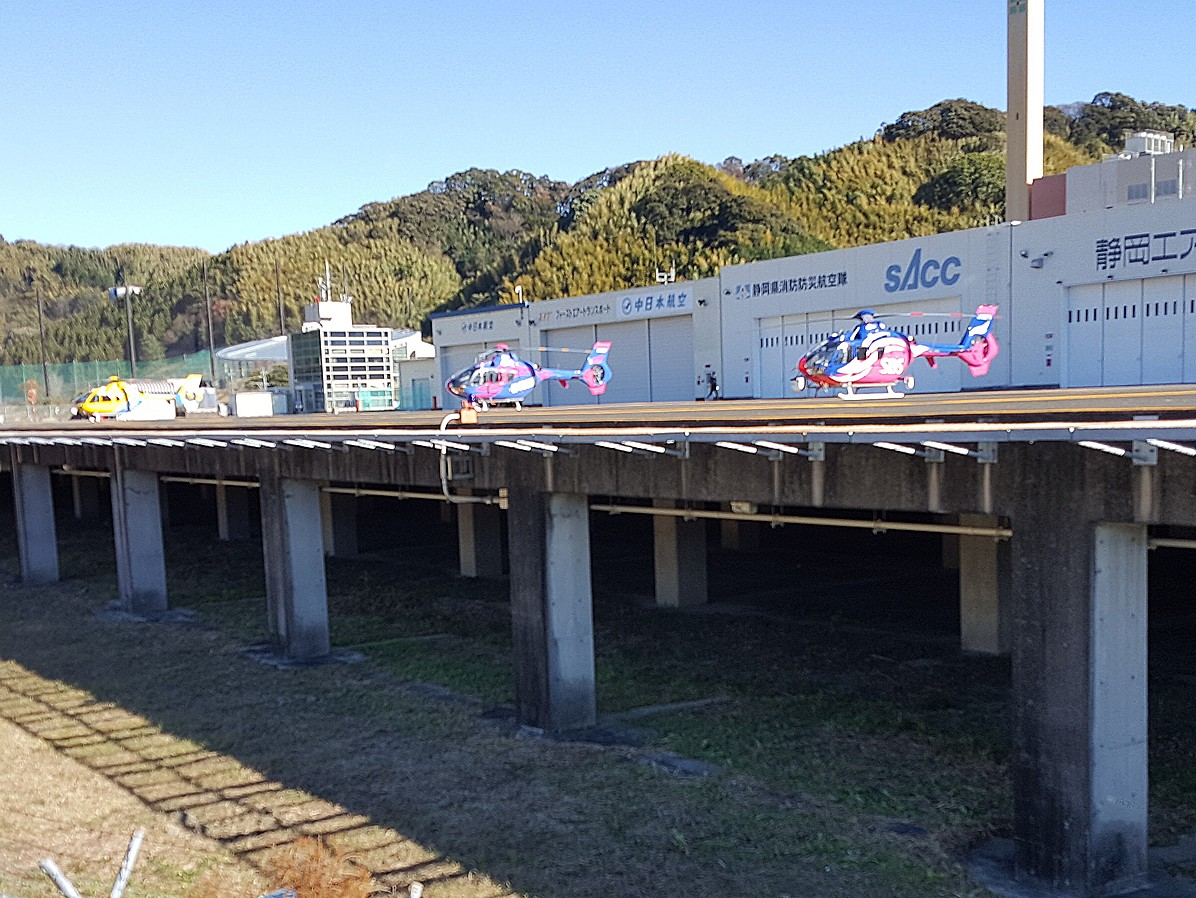
静岡ヘリポート

## 周辺の施設
- 静岡市 沼上最終処分場
- 沼上霊園
- 谷津隧道・上坂隧道
- 静岡市ふれあい健康増進館ゆらら
- 静岡ヘリポート
- 静岡市 沼上清掃工場
- 麻機遊水地 第3工区
- 静岡市中央卸売市場